# Ulrich Walter

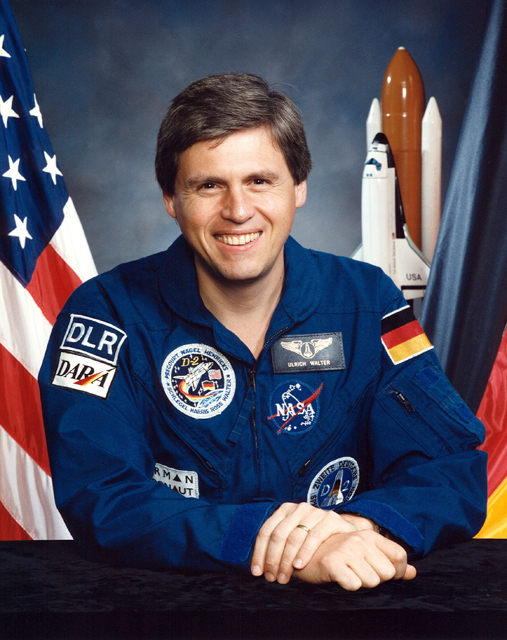
Ulrich Walter

Ulrich Hans Walter dr. (Iserlohn, 1954. február 9. –) német fizikus, mérnök, űrhajós.

## Életpálya
1972-1974 között önkéntes a NSZK Fegyveres Erőknél. Hadnagyként leszerelt. 1980-ban a Kölni Egyetemen kísérleti fizikából diplomázott. 1985-ben szilárdtestfizikából az University of Cologne keretében doktorált (Ph.D.). 1986-ig tudományos munkát az Argonne National Laboratory (Chicago) keretében végzett.
1986. augusztus 3-tól a Deutsche Forschungs- und Versuchsanstalt für Luft- und Raumfahrt (DFVLR) jelentkezőket keresett a második német Spacelab küldetésre. A követelmények teljesítését követően 1799 jelöltből 13 fő (9 férfi és 4 nő) felelt meg a követelményeknek. Közülük 5 főt választottak ki (Renate Brümmer, Heike Walpot, Gerhard Thiele, Hans Schlegel és Ulrich Walter) űrhajós kiképzésre. 1988-ban a DFVLR székhelyén Kölnben tényleges (előzetes) űrhajós kiképzésben részesültek. 1990-től kezdték felkészíteni a csoport tagjait a Spacelab tervezett feladatainak ellátására. 1992-ben a Lyndon B. Johnson Űrközpontban részesült űrhajóskiképzésben. Egy űrszolgálata alatt összesen 9 napot, 23 órát és 40 percet (240 óra) töltött a világűrben. Űrhajós pályafutását 1993. május 6-án fejezte be. 1994-től vezetője "Deutsches Satellitenbildarchiv-nek." 2003-tól a Müncheni Egyetem űrhajózási professzora.

## Írásai
- Különböző nemzetközi tudományos folyóiratokban 35 írása jelent meg.
- Kettő/éves összefoglaló jelentést készített a "Bericht der KFA Jlich" részére.

## Űrrepülések
STS–55, a Columbia űrrepülőgép 14. repülésének rakományfelelőse. Spacelab küldetését a DFVLR német űrügynökség szponzorálta. Az amerikai/német legénység két váltásban napi 24 órán keresztül dolgozott a tervezett 88 kísérlet elvégzésén az alábbi tudományágakban: folyadékok fizikája, anyagtudományok, élet– és biológiatudomány, földmegfigyelés, légkörfizika és csillagászat. Negyedik űrszolgálata alatt összesen 9 napot, 23 órát és 40 percet (240 óra) töltött a világűrben. 6 701 603 kilométert (4 164 183 mérföldet) repült, 160-szor kerülte meg a Földet.